# Bank of America Corporate Center
Cet article possède un paronyme, voir Bank of America Tower.
Le Bank of America Corporate Center est un gratte-ciel de style Post-moderne construit à Charlotte (Caroline du Nord), aux États-Unis.
Il est actuellement l'immeuble le plus élevé de la ville et de Caroline du Nord. La tour est le siège-social principal de la Bank of America.
Les architectes sont Cesar Pelli ("design architect") et HKS, Inc ("associate architect")